# Célula granular cerebelosa
La célula granular cerebelosa o fibras paralelas surgen de las células granulares ubicadas en el cerebelo. Forman sinapsis excitatorias con las dendritas de las células de Purkinje (las neuronas de salida del cerebelo).
Las células granulares son muy pequeñas y numerosas. Se piensa que constituyen hasta la mitad de las neuronas en el cerebelo. Las células granulares tienen axones que se elevan y ramifican sobre las fibras paralelas. Estas fibras se intersecan con las dendritas de las células de Purkinje.